# Kepteni
Kepteni (en rus: Кептени) és un poble de la república de Sakhà, a Rússia, que en el cens del 2010 tenia 1.081 habitants, pertany al districte de Borogontsi.